# Llíria
Llíria, en valencien et officiellement, (Liria en castillan), est une commune d'Espagne de la province de Valence dans la Communauté valencienne. Elle est située dans la comarque du Camp de Túria et dans la zone à prédominance linguistique valencienne.

## Géographie

Localisation de Llíria
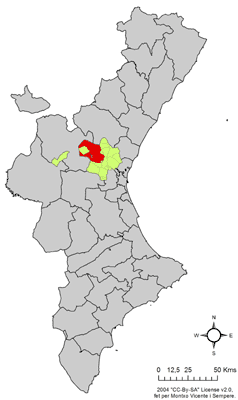
dans la Communauté valencienne.
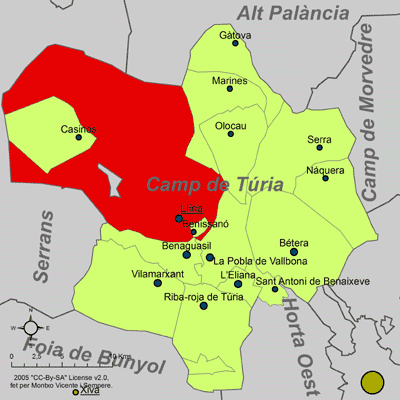
dans la comarque du Camp de Túria.

### Localités limitrophes
Le territoire communal de Llíria est voisin de celui des communes suivantes :
Casinos, Benaguasil, Benisanó, La Pobla de Vallbona, Olocau, Marines, Alcublas, Andilla, Villar del Arzobispo, Bugarra et Pedralba dans la province de Valence, et Altura, dans la province de Castellón.

### Infrastructures et voies d'accès
La commune de Llíria est desservie par la ligne 2 du métro de Valence.

## Démographie
| 1990   | 1992   | 1994   | 1996   | 1998   | 2000   | 2002   | 2004   | 2005   |
| ------ | ------ | ------ | ------ | ------ | ------ | ------ | ------ | ------ |
| 13.834 | 13.720 | 14.732 | 15.550 | 15.800 | 16.856 | 17.941 | 19.172 | 20.224 |

## Administration
Liste des maires, depuis les premières élections démocratiques.
| Législature | Nom du Maire           | Parti politique |
| ----------- | ---------------------- | --------------- |
| 1979-1983   |                        |                 |
| 1983-1987   |                        |                 |
| 1987-1991   |                        |                 |
| 1991-1995   | Ricard Torres Balaguer | PSPV-PSOE       |
| 1995-1999   | Miguel Pérez Gil       | PP              |
| 1999-2003   | Fina Pérez Lapiedra    | PSPV-PSOE       |
| 2003-2007   | Manuel Izquierdo Igual | PP              |
| 2007-2011   | Manuel Izquierdo Igual | PP              |
| 2011--      | Manuel Izquierdo Igual | PP              |

## Personnalités liées
- María Mónica Merenciano (1984-), judokate handisport espagnole, est née à Llíria.

### Sources
- (es) Cet article est partiellement ou en totalité issu de l’article de Wikipédia en espagnol intitulé « Liria » (voir la liste des auteurs).
- (es) Varaciones de los municipios de España desde 1842, Ministerio de administraciones públicas, octobre 2008, 364 p. (lire en ligne) [PDF]